# 두목 (당나라)

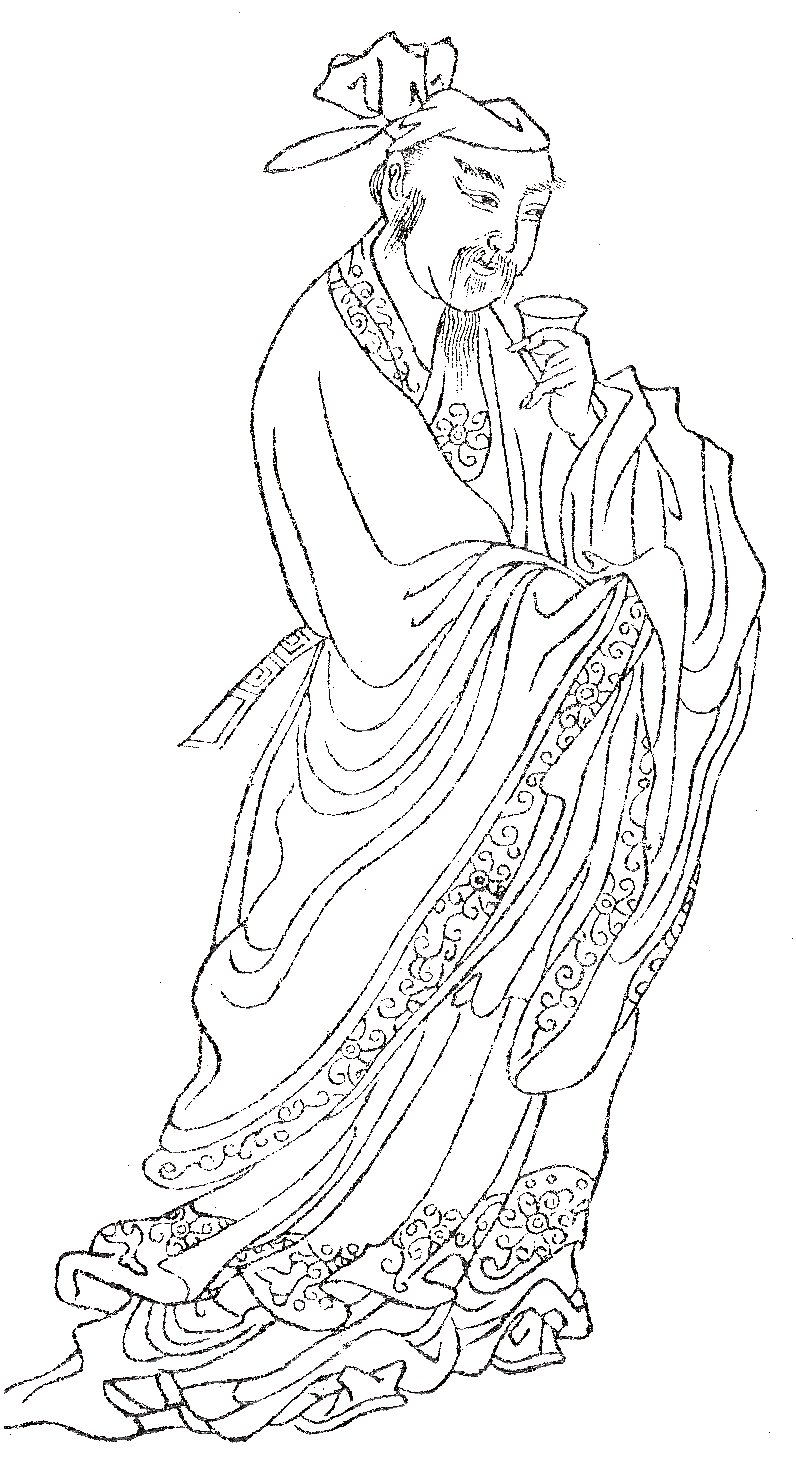
두목

두목(杜牧, 정원 19년(803년)~대중 6년(852년))은 중국 당나라 후기의 시인이다. 경조부(京兆府) 만년현(萬年縣, 지금의 산시성 시안시) 사람으로 자는 목지(牧之), 호는 번천(樊川)이다. 《통전》의 저자로 유명한 대학자 두우의 손자로, 마찬가지로 당나라 후기의 시인으로 꼽히는 두순학은 그의 서자로 알려져 있다.
중당 시대의 시인 두보와 작풍이 비슷하며, 노두(老杜) 두보와 구별하기 위해 소두(小杜)라고도 부르며, 동시대의 시인 이상은과 함께 「만당의 이두(李杜)」로 통칭된다.

## 약력
덕종 정원(貞元) 19년(803년)에 태어났다. 당의 명문가였던 경조 두씨(京兆杜氏) 출신으로 두목 자신도 집안에 대한 자부심이 강하여, 조카에게 보내는 시에서 "우리 집안은 상공의 집안, 칼 차고 띵땅거렸지(我家公相家, 劍佩嘗丁當)"라고 읊기도 했다.
문종 대화(大和) 2년(828년), 26세의 나이로 진사에 급제하였다.
대화 7년(833년), 31세 때 양주의 회남절도사(淮南節度使) 우승유(牛僧孺)의 밑에서 서기(書記)를 맡아, 양주에 머무르는 3년 동안 밤만 되면 기루를 드나들며 풍류를 즐겼다고 한다.
그 뒤에는 일족을 부양하기 위해 명문 출신임에도 중앙에서의 출세를 단념하고 지방관 부임을 지망하여 황주(黄州)・지주(池州)・목주(睦州)・호주(湖州)의 자사(刺史)를 역임하였으며, 선종 대중(大中) 6년(852년)에 중앙으로 돌아와 중서사인(中書舎人)이 되었다. 두목을 가리키는 두자미(杜紫微)라는 이름도 중서성의 다른 이름이었던 자미성(紫微省)에서 비롯된 것이다.
두목의 문집인 《번천집》(樊川集)은 신라의 장보고와 친구 정연의 이야기를 읊은 「장보고정년전」(권제3)이 실려있는 것으로 유명하며, 이것은 《신당서》신라전(권제220)과 《삼국사기》장보고 열전(권제44)의 주요 저본으로 인용되었다.

## 주요 작품
만당 시기 당시(唐詩)의 섬세하고 기교적인 풍조에 비해 평이하면서도 호방한 시를 지었다. 그의 시는 풍류를 즐기기 위한 풍류시와 과거의 역사를 노래한 영사(詠史), 시사 풍자에 뛰어날 뿐 아니라 요염하면서도 아름다운, 그럼에도 강건한 면을 모두 갖추어 때때로 리얼리즘을 떠나서 인상파적이라는 평가를 받기도 한다. 강남(江南)의 풍경을 그림처럼 표현한 〈강남춘〉(江南春)이 유명하며, 양주에서 풍류재자(風流才子)로서 지내덜 시절의 모습을 그린 〈견회〉(遣懷)는 현실을 벗어난 가상적이라는 시풍(詩風)을 반영하고 있다.
| 강남춘         |                                                    |
| 원문           | 해석                                               |
| 千里鴬啼緑映紅 | 천지에 꾀꼬리 소리, 푸르고 붉은 꽃들이 서로 비추고 |
| 水村山郭酒旗風 | 강마을 산어귀에 술집 깃발 펄럭이는데               |
| 南朝四百八十寺 | 남조(南朝) 때의 480개 절이                         |
| 多少樓臺烟雨中 | 다소 누대가 안개비 속에 잠겼구나                   |

또한 해하 전투에서 패한 항우가 오강(烏江)까지 도망쳐 왔을 때의 일을 노래한 〈제오강정〉(題烏江亭)은 「권토중래(捲土重來)」라는 고사성어의 유래가 되기도 한 것으로 알려져 있다.
| 제오강정(題烏江亭) |                                            |
| 원문               | 해석                                       |
| 勝敗兵家事不期     | 승패란 병가(兵家)에서 기약할 수 없는 것    |
| 包羞忍恥是男兒     | 수치를 안고 부끄러움을 견디는 게 사나이라  |
| 江東子弟多才俊     | 강동(江東)의 자제에 숨은 인재가 많으니     |
| 捲土重來未可知     | 흙먼지 일으키며 다시 돌아올지도 몰랐을지라 |

부(賦)로는 23세 때 정치에 대한 정의감을 불태우며 지었던 〈아방궁부〉(阿房宮賦)가 유명하다.
당 후기를 대표하는 시인으로서 인기도가 높지만, 성당을 중시하여 중당(中唐)・만당의 시를 비판했던 명의 고문사파(古文辭派)의 문학관이 반영된 《당시선》(唐詩選)에는 두목의 시가 한 수도 실려 있지 않다.

## 계보
- 아버지: 두종욱(杜從郁) - 당의 재상 두우의 셋째 아들
- 처 : 배씨(裴氏) - 낭주자사(郎州刺史) 배언(裴偃)의 딸로 두목 앞에서 사망
  - 아들 : 두매사(杜晦辭) - 어릴 때의 이름은 조사(曹師)，회남절도판관(淮南節度判官)
  - 아들 : 두덕상(杜德祥) - 어릴 때의 이름은 축니(祝柅), 예부시랑(禮部侍郞)을 역임하고 아들 준(遵)을 두었음
- 아들
  - 두승택(杜承澤) - 자는 준지(浚之). 일찍 죽음
  - 두란(杜蘭)
  - 두흥(杜興)
- 딸
  - 두진(杜眞)

## 같이 보기
- 한시(漢詩)
- 중국문학